# 1891年の映画
1891年の映画（1891ねんのえいが）では、1891年（明治24年）の映画分野の動向を展望し、発表されたおもな映画作品や、映画関係者の誕生についてまとめる。

## 出来事
- トーマス・エジソンの下で動く映像装置の技術開発に当たっていたウィリアム・K・L・ディクソンが、ストリップ式のキネトグラフを開発した。これはパーフォレーションが施された3/4インチのフィルムを用いたもので、今日までのフィルムと同じ縦送りではなく、水平方向にコマ送りするものだった[1][2]。1891年春までにディクソンはウィリアム・ハイセとともに、この装置を使用して複数のフィルムを撮影した[1]。
- 5月20日 - エジソンはアメリカのニュージャージー州ウェストオレンジにあるエジソン研究所で、訪問してきた女性クラブ連盟（英語版）のメンバーたちに、横送り式のプロトタイプのキネトスコープを公開した。この時上映された作品は『ディクソンの挨拶』である[1][2]。
- 7月27日 - フランスのジョルジュ・ドゥメニー（フランス語版）が開発した動画装置フォノスコープ（フランス語版）が科学アカデミーで発表された[3]。
- 8月24日 - エジソンはキネトスコープとキネトグラフに関する3件の特許を申請した。そのうちキネトスコープに関する特許である「運動する被写体の写真を見せる装置（Apparatus for Exhibiting Photographs of Moving Objects）」は1893年3月14日に交付され、キネトグラフに関する特許である「キネトグラフ・カメラ（Kinetographic Camera）」は1897年8月31日に交付された[4]。

## 作品
- 『ディクソンの挨拶 (Dickson Greeting』ウィリアム・K・L・ディクソン出演、監督。
- 『Duncan and Another, Blacksmith Shop』、ウィリアム・K・L・ディクソン、ウィリアム・ハイセ監督、ジェームズ・C・ダンカン (James C. Duncan) 出演。
- 『Duncan Smoking』、ウィリアム・K・L・ディクソン、ウィリアム・ハイセ監督、ジェームズ・C・ダンカン出演。
- 『Duncan or Devonald with Muslin Cloud』、ウィリアム・K・L・ディクソン、ウィリアム・ハイセ監督、フレッド・C・デヴォナルド (Fred C. Devonald) 、ジェームズ・C・ダンカン出演。
- 『Men Boxing』、ウィリアム・K・L・ディクソン、ウィリアム・ハイセ監督。
- 『Monkey and Another, Boxing』、ウィリアム・K・L・ディクソン、ウィリアム・ハイセ監督。
- 『ニューアーク・アスリート (Newark Athlete)』、ウィリアム・K・L・ディクソン監督。
- 『Je vous aime』、ジョルジュ・ドゥメニー（フランス語版）出演、監督。
- 『La vague』、エティエンヌ＝ジュール・マレー監督。
- 『Two Fencers』、エティエンヌ＝ジュール・マレー監督。

## 誕生
- 1月15日 - アルネ・ウィール（英語版）、デンマークの俳優、映画監督（+1975年）
- 2月7日 - アン・リトル（英語版）、アメリカ合衆国の女優（+1984年）
- 2月9日 - ロナルド・コールマン、アメリカ合衆国の俳優（+1958年）
- 2月18日 - エドワード・アーノルド、アメリカ合衆国の俳優（+1956年）
- 2月26日 -  アラン・ブリッジ（英語版）、アメリカ合衆国の俳優（+1957年）
- 3月6日 - ヴィクター・キリアン、アメリカ合衆国の俳優（+1979年）
- 3月6日 - リンダ・カランタ（英語版）、アメリカ合衆国の女優（+1928年）
- 3月10日 - サム・ジャッフェ、アメリカ合衆国の俳優（+1984年）
- 3月11日 - ガートルート・ヴォレ（英語版）、ドイツの女優（+1952年）
- 3月31日 - ヴィクター・ヴァルコニ、ハンガリーの俳優（+1976年）
- 4月2日 - ジャック・ブキャナン（英語版）、スコットランドの映画監督、脚本家、俳優（+1957年）
- 4月10日 - ティム・マッコイ（英語版）、アメリカ合衆国の俳優、兵士（+1978年）
- 4月15日 - ウォーレス・リード、アメリカ合衆国の俳優（+1923年）
- 4月27日 - セルゲイ・プロコフィエフ、ロシアの作曲家（+1953年）
- 5月13日 - フリッツ・ラスプ、ドイツの俳優（+1976年）
- 6月24日 - フィリップ・リシャール（英語版）、フランスの俳優（+1973年）
- 7月18日 - ジーン・ロックハート、カナダの俳優（+1957年）
- 7月23日 - ハリー・コーン、アメリカ合衆国の実業家、CBS Sales Association（コロムビア映画）の共同創設者（+1958年）
- 7月28日 - ジョー・E・ブラウン（英語版）、アメリカ合衆国の俳優、コメディアン（+1973年）
- 7月28日 - リチャード・"スキーツ" ・ギャラガー（英語版）、アメリカ合衆国の俳優（+1955年）
- 8月4日 - マカイ・マルギット（英語版）、ハンガリーの女優（+1989年）
- 8月11日 - ヘレン・ブロデリック（英語版）、アメリカ合衆国の女優（+1959年）
- 8月28日 - スタンリー・アンドリュース（英語版）、アメリカ合衆国の俳優（+1969年）
- 11月10日 - フィリップ・セイントン、フランスの作曲家（+1967年）
- 11月20日 - レジナルド・デニー、イギリスの俳優（+1967年）
- 11月24日 - ヴァシル・ゲンドフ（英語版）、ブルガリアの俳優、映画監督、脚本家（+1970年）